# Nikolaus Andreas Reinhart (Unternehmer, 1809)

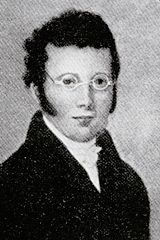
Nikolaus Andreas Reinhart (* 1809)

Nikolaus Andreas Reinhart (* 2. September 1809 in Mainz; † 14. November 1871 in Worms) war ein hessischer Unternehmer.

## Leben und Beruf
Reinhart wurde in Mainz geboren und erlernte in Worms den Beruf des Gerbers. 1836 erwarb er die in Worms ansässige Gerberei Daniel Löb und gründete im Anschluss mit dem Geheimen Kommerzienrat Johann Baptist Doerr die Lederwerke Doerr & Reinhart. 
1848 wurde die Gerberei und die Fabrikation der Lederwerke zusammengelegt. 1850 begann das von ihm gegründete Unternehmen seine Produkte auch nach Nord- und Südamerika wie auch nach Australien zu exportieren. Der Exportanteil betrug bis zu 80 % der hergestellten Ware. 1851 wurde unter seiner Leitung die erste Dampfmaschine errichtet und 1852 für die Mitarbeiter eine Kranken- und Sterbegeldkasse eingerichtet.
Mit der Gründung der Lederwerke entstand eine Konkurrenz zu den bereits existierenden Lederbetrieben Heyl’sche Lederwerke; gemeinsam wurden über 9000 Personen beschäftigt. Innerhalb der Gründerfamilien Doerr und Reinhart kam es in der Folge zu einem Konnubium.
Das von Reinhart und Doerr gegründete Unternehmen nahm später eine soziale Vorreiterrolle ein, indem es neben der bereits genannten Kranken- und Sterbegeldkasse später auch eine Betriebskantine und weitere soziale Leistungen anbot. 
Reinharts Sohn war der gleichnamige, 1841 in Worms geborene Nikolaus Andreas Reinhart, der 1871 das Unternehmen fortführte.